# SV Hoffeld
Der SV Hoffeld (eigentlich: Sportverein Hoffeld e.V.) ist ein Sportverein im Stuttgarter Stadtbezirk Degerloch. Derzeit gibt es 12 Abteilungen. Zwei dieser Abteilungen sind Behindertensportarten (BSA). Das Clubhaus mit Restaurant wurde, nachdem 1967 das erste Clubhaus abbrannte, 1970 eingeweiht. 2007 wurde auf dem Gelände des SV Hoffeld eine Photovoltaikanlage in Betrieb genommen.

## Fußball
Schon 1937 gründeten Junge Hoffeld-Siedler den „Hoffeld-Sportverein 1937“. Als viele aktive Spieler in den Krieg eingezogen wurden, wurde der Verein 1943 abgemeldet. 1951 wurde der SV Hoffeld gegründet und führte die Tradition fort. 1983 wurde die erste Damenfußballmannschaft angemeldet.

## Bogenschießen
Die Abteilung ist die jüngste und am schnellsten wachsende Abteilung des SV Hoffeld. Seit 2014 tritt die Abteilung unter dem Namen Bogenjäger Stuttgart bei Turnieren wie der DFBV Bowhunter Liga an. Derzeit (Stand 8/2024) zählt die Abteilung über 400 Mitglieder.

### Erfolge
2018 wurde Luisa „Lu“ Riedel süddeutsche Meisterin in der Klasse Bowhunter Recurve.

## BSA Torball

### Gründung
Bis 2008 gab es in Stuttgart mehrere Torballgruppen. Nach verschiedenen Zusammenschlüssen und Umgruppierungen wurde die verbleibende Gruppe 2008 von BSV Stuttgart zur Torballabteilung des SV Hoffeld.

### Erfolge
Die Torballabteilung kann einige wichtige nationale und internationale Erfolge vorweisen. Die Damen wurden mehrfach Deutsche Meister und holten Spitzenplatzierungen im Weltcup. Das Herrenteam ist Gründungsmitglied der Torball-Bundesliga und wurde 2015 Deutscher Meister. Spielerinnen des SV Hoffeld wurden 2001 und 2004 Weltmeister mit der Nationalmannschaft. Für die Erfolge verantwortlich ist unter anderen die im Goalball und Torball bekannte Spielerin Cornelia Dietz.

## BSA Tischtennis
Die Abteilung wurde 2005 gegründet. Im Jahr 2013 konnte die Abteilung einen deutschen Meister (offene Klasse, Friedemann Wagner), zwei deutsche Jugendmeister (Michael Roll, Tim Laue) und einen Seniorenmeister (Robert Funke) hervorbringen.
2018 gewann Tim Laue mit seinem Teampartner Thomas Rau den Teamwettbewerb im Para-Tischtennis Weltcup beim internationalen Weltranglistenturnier in Lignano (Italien).

## Tennis
Die Abteilung wurde 1970 gegründet. Die Tennisplätze wurden auf der ehemaligen Leichtathletikanlage erbaut.

## Theater
2005 wurde die Theatergruppe Grambapfuuzger in den SV Hoffeld integriert.